# Fürstliches Haus (Dresden)

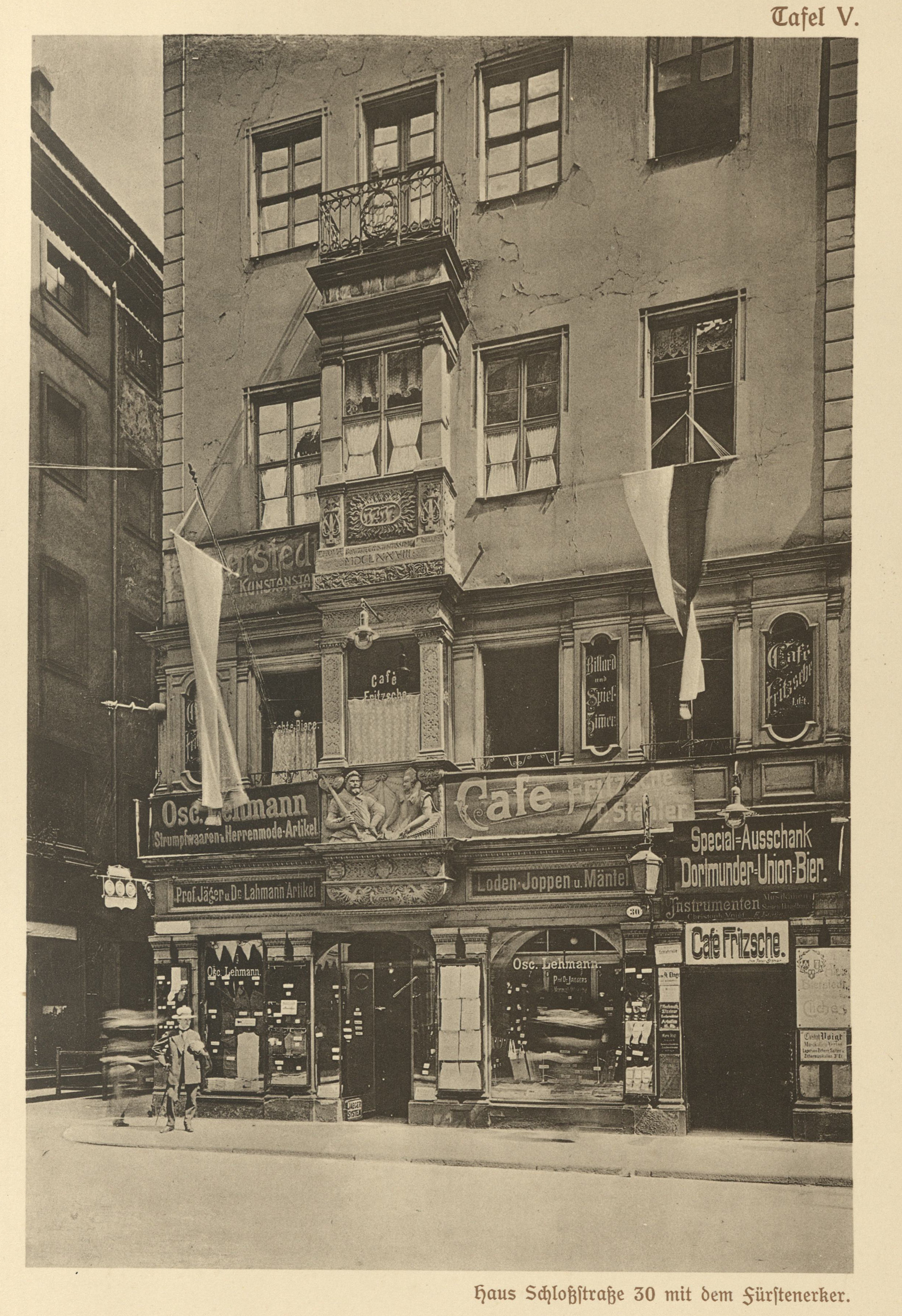
Fürstliches Haus (um 1913)

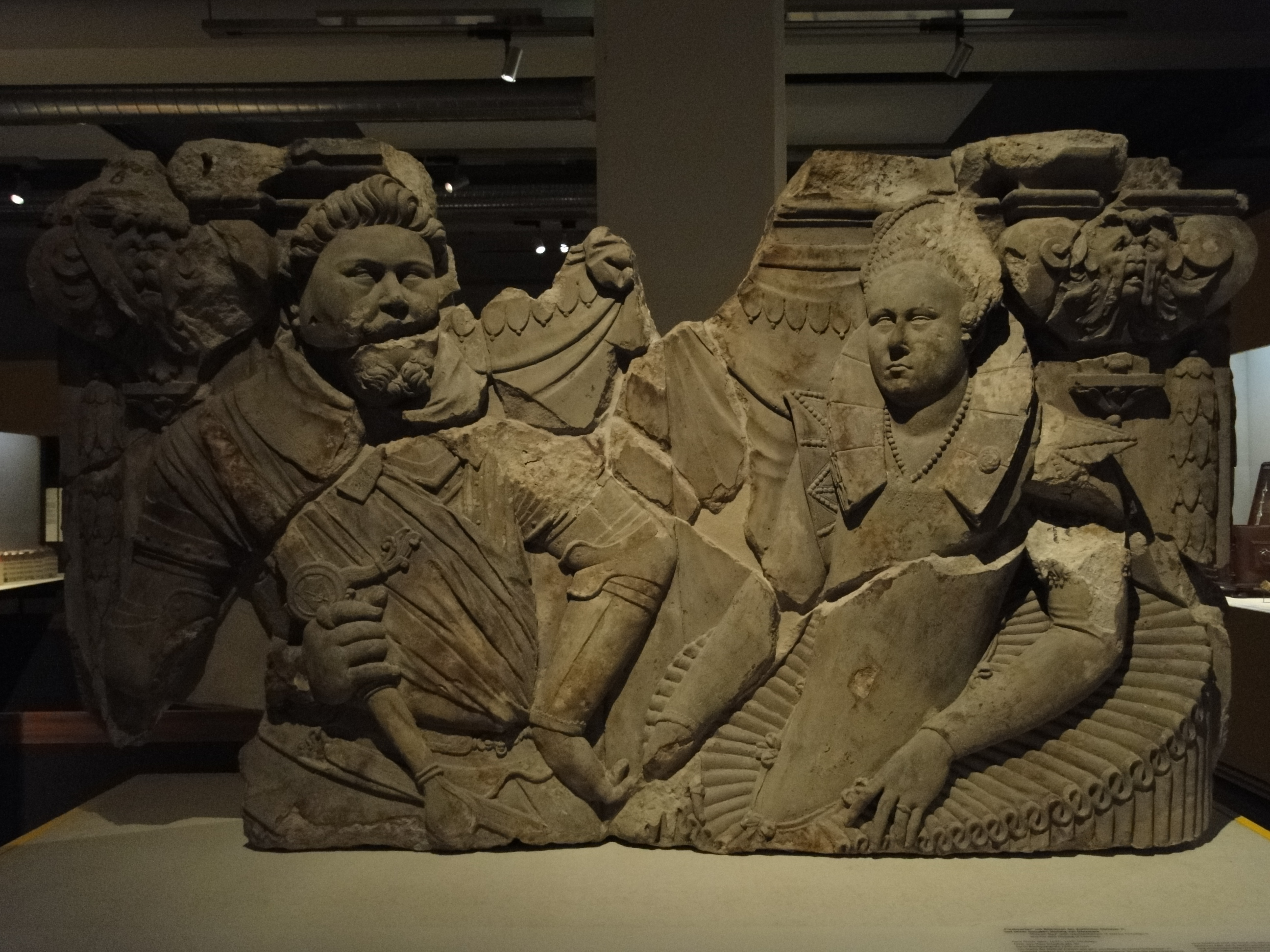
Fragment des Fürstenerkers

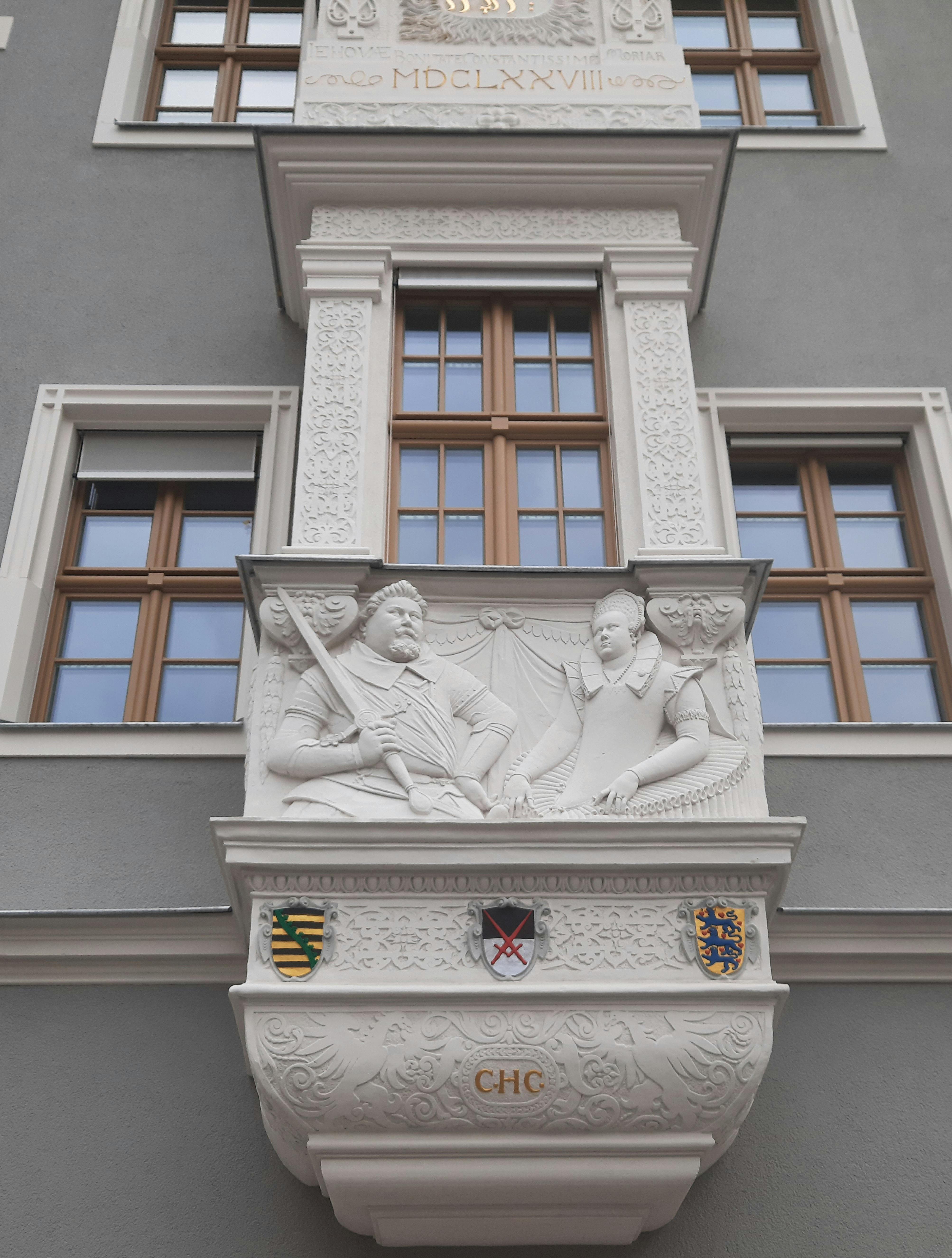
Rekonstruierter Fürstenerker (Brüstung, 2021)

Das Fürstliche Haus war ein Eckgebäude mit der ursprünglichen Adresse Schloßstraße 30 (heute: Schloßstraße 14), Ecke Sporergasse, in Dresden, das mit rekonstruierter Fassade am 31. Dezember 2021 durch die Baywobau Dresden übergeben wurde. Aus der Zeit um 1500 stammend wurde es im Jahr 1945 zerstört; Fragmente hatten sich erhalten.

## Geschichte
Das Fürstliche Haus stammt aus der Zeit um 1500, worauf die spätgotischen Fenstergewände hinweisen. Es wurde von Magdalena von Militz auf Schenkenberg oder einem Herrn Schenken erworben und von 1609 bis 1610 unter der Bauleitung von Melchior Brenner erneuert. Die Steinmetzarbeiten am Haus führte Hans Steyer aus, der auch als Baumeister für zahlreiche Dresdner Amtsgebäude und für die Schlösser in Dresden (1615) und Mutzschen (1634) genannt wird. Zudem wirkten die Maler Peter D. Brück und Christoph Gromm mit.
Im zweiten Drittel des 17. Jahrhunderts gelangte das Haus in den Besitz von Johann Burchardi, der es 1678 umgestalten ließ. Der Erker von Hans Steyer erhielt dabei ein zweites Geschoss. Darauf war neben der Jahreszahl MDCLXXVIII (= 1678) die Inschrift Jehovae Bonitate constantissimi moriar angebracht. Im Geschoss darüber waren die Inschrift Jehovae justitia moriar zu sehen sowie ein Schild, auf dem von Strahlen und Engelsköpfchen umgeben in hebräischen Buchstaben das Tetragramm geschrieben stand. Das fünfte Geschoss des Erkers stammte vermutlich aus der Zeit um 1860 und damit aus der gleichen Zeit wie ein Balkon des Erkers, der ein Eisengitter mit der Inschrift I. L. 1861 besaß.
Bei der Bombardierung Dresdens im Februar 1945 wurde das Fürstliche Haus zerstört. Das Erkerrelief des Kurfürstenpaars konnte im gleichen Jahr beschädigt geborgen werden. Der sogenannte „Fürstenerker“ ist Teil der Dauerausstellung im Dresdner Stadtmuseum.
Es war im Zuge der Neumarktplanungen vorgesehen, das Fürstliche Haus zu rekonstruieren. Im sogenannten „Quartier VII“ des Dresdner Neumarkts wurde das Gebäude dabei zwar in der inneren Aufteilung neu gestaltet werden, gehörte jedoch zu den Gebäuden mit Leitfassade, d. h. die Fassade sollte originalgetreu wiederhergestellt werden. Dabei war geplant, die erhaltenen Relieffragmente in den Neubau einzubeziehen.
Während die Fassadenrekonstruktion auch so ausgeführt wurde, wurde der Renaissanceerker auch in seiner ursprünglichen Farbigkeit neu geschaffen, die Relieffragmente verbleiben im Stadtmuseum. Das rekonstruierte Gebäude wurde durch den Bauherren, die Baywobau Dresden, am 31. Dezember 2021 der Öffentlichkeit übergeben.

## Beschreibung
Um 1900 hatte sich die Innenausstattung der Umbauzeit nicht erhalten. Cornelius Gurlitt bezeichnete den Erker zur Schloßstraße hin als einziges bemerkenswertes Element des Gebäudes. Der Erker wurde beim Umbau von Hans Steyer ausgeführt und gehörte um 1900 zu den ältesten Erkern an Dresdner Gebäuden. Fritz Löffler nannte ihn 1955 den „älteste[n] und zugleich kostbarste[n] Erker aus Sandstein“, der sich bis 1945 an einem Dresdner Bürgerhaus erhalten hatte. Die Erkerbrüstung zeigt Christian II. im Harnisch mit Kurschwert über der Schulter sowie Feldbinde über der Brust. Rechts neben ihm ist seine Ehefrau Hedwig von Dänemark zu sehen, die einen „gewaltigen Reifrock“ trägt, auf dem beide Hände aufliegen. Im Architrav des Sockels waren bzw. sind links das Wappen des Herzogtums Sachsen-Wittenberg, in der Mitte das Kurwappen und rechts das dänische Wappen angebracht. 